# Комо (Северна Каролина)
Комо (енгл. Como) град је у америчкој савезној држави Северна Каролина.

## Демографија
По попису из 2010. године број становника је 91, што је 13 (16,7%) становника више него 2000. године.
| Група             | 2000.      | 2010.      |
| Белци             | 65 (83,3%) | 80 (87,9%) |
| Афроамериканци    | 13 (16,7%) | 7 (7,7%)   |
| Азијати           | 0 (0,0%)   | 0 (0,0%)   |
| Хиспаноамериканци | 0 (0,0%)   | 1 (1,1%)   |
| Укупно            | 78         | 91         |